# Ken Follett

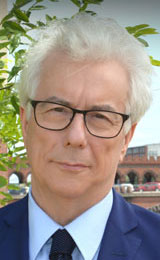
Ken Follett, ca. 2017

Kenneth Martin „Ken“ Follett, CBE (* 5. Juni 1949 in Cardiff, Wales) ist ein britischer Schriftsteller, der seine Werke im Stil der klassischen Thriller-Dramaturgie verfasst. Follett wurde durch seinen Roman Die Nadel bekannt, der in 30 Sprachen übersetzt wurde. Dieses Werk verkaufte sich rund zwölf Millionen Mal, wurde mit dem Edgar Award ausgezeichnet und mit Donald Sutherland in der Hauptrolle verfilmt.

## Leben
Ken Follett wurde als erstes von drei Kindern des Ehepaares Veenie und Martin Follett geboren. Als er zehn Jahre alt war, zog seine Familie nach London. Sein Vater war Steuerbeamter, seine Mutter Hausfrau. Die streng religiösen Eltern erlaubten ihren Kindern weder Fernsehen noch Radio, daher lernte Follett schon früh zu lesen und vertiefte sich in die Geschichten und Erzählungen seiner Mutter. Viel Freude bereiteten ihm Bücher, die Bücherei wurde zu seinem Lieblingsort. In London beendete er später seine Schullaufbahn. Anschließend studierte er Philosophie am University College London, da er als Teenager zunächst sehr an Religion interessiert war, doch bald sagte er sich davon los. Heute bezeichnet er sich als Atheist. Er hoffte, mit Hilfe der Philosophie die Frage der Existenz Gottes und seines Glaubens daran beantworten zu können. Als seine Freundin Mary schwanger geworden war, heiratete das junge Paar zum Ende von Folletts erstem Universitätsemester. Im Juli 1968 kam ihr Sohn Emanuele zur Welt. Während des Vietnamkrieges entdeckte Follett seine Leidenschaft für Politik und besuchte im September 1970, gleich nach der Universität, einen dreimonatigen Journalistenkurs, der ihn langsam auf die Laufbahn des Schriftstellers brachte. Vorerst arbeitete Ken Follett jedoch als Reporter für die Zeitung South Wales Echo in Cardiff. Nach der Geburt seiner Tochter Marie-Claire 1973 arbeitete er als Kolumnist für die Evening News in London.

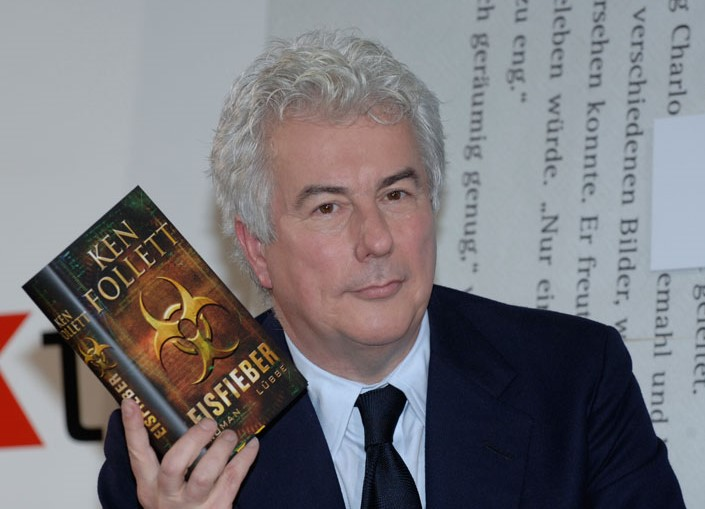
Ken Follett mit seinem Roman Eisfieber, der deutschen Ausgabe von Whiteout, Oktober 2005.

Als Follett realisierte, dass er es im Journalismus nicht zum „Starreporter“ und „Enthüllungsjournalisten“ bringen würde, begann er an den Abenden und Wochenenden Kurzgeschichten und Romane zu schreiben. Im Jahre 1974 verließ er das Zeitungsgeschäft und nahm bei dem kleinen Londoner Verlag Everest Books eine Stellung an. Seine Feierabend-Schriftstellerei führte zwar zur Veröffentlichung einiger Bücher, von denen sich aber keines gut verkaufte. Dann machte 1978 sein Roman Die Nadel  Follett zum Bestseller-Autor. Der Erfolg ermöglichte es ihm, seinen bisherigen Beruf aufzugeben, eine Villa in Frankreich zu mieten und sich völlig seinem nächsten Roman Dreifach zu widmen. Drei Jahre später zog Follett mit seiner Familie nach Surrey, wo er sich bei der Beschaffung von Geldern und der Wahlkampagne der Labour Party engagierte. Hier traf er Barbara Broer, damals Sekretärin des lokalen Parteibüros, in die er sich verliebte und die er 1985 nach seiner Scheidung heiratete. Sie stieg zur Abgeordneten des britischen Unterhauses sowie Kultur- und Tourismusministerin auf. Das Ehepaar zog in ein altes Pfarrhaus in Hertfordshire, und Follett spielte in der Band „Damn Right I’ve Got the Blues“ Bassgitarre. In den folgenden Jahren verfasste Ken Follett weitere Romane und übernahm nebenbei auch soziale Aufgaben in verschiedenen Vereinen und Verbänden. Das Paar lebt daneben im Londoner Stadtteil Chelsea.

## Arbeitsweise und Schreibstil
Ken Follett wird in der Literaturszene bezüglich Auflage und Umsatz neben Stephen King, Dan Brown, John Grisham oder Michael Crichton als einer der international erfolgreichsten „Schreib- und Epenunternehmer“ gesehen. Dank seines einfachen und allgemeinverständlichen Satzbaus konnten die Romane in viele Sprachen übersetzt werden, was maßgeblich zu seinem Erfolg beigetragen hat.
Er arbeitet mit einem zwanzigköpfigen Mitarbeiterstab zusammen, den er als Follett Office bezeichnet. Während Follett für die kreative Arbeit des Schreibens zuständig ist, erledigen seine persönlichen Berater, Agenten, Rechercheure und Historiker administrative Aufgaben, die den Buchprojekten Struktur geben. Follett gibt für seine Projekte acht Monate für Recherche und Planung, acht Monate für den ersten Entwurf und weitere acht Monate für die Überarbeitung an. Danach wird fristgerecht an den Verlag geliefert. In seinen Werken, die aus verschiedenen Perspektiven erzählt werden, liefert Follett dem Leser Interpretationsmodelle für die Gegenwart. Ziel seiner Romantrilogie Sturz der Titanen, Winter der Welt und Kinder der Freiheit ist es, das welthistorische Ganze zu erfassen und eine Art Globalliteratur zu schreiben. Zu seinen Grundsätzen gehört neben größtmöglicher Sorgfalt und Planung im Vorfeld eine akkurate historische Recherche, wobei er die Handlung seiner Geschichte an den historischen Rahmen anpasst und nicht umgekehrt. Zu seiner Schreibphilosophie gehört das Ansprechen einer möglichst breiten Leserschaft. Um das Interesse des Lesers aufrechtzuerhalten, baut er in bestimmten Abständen Wendepunkte in seinen Geschichten ein. Ein guter Roman muss, so Follett, fünfzig dramatische Szenen enthalten. Neben der Erzählperspektive springt die Geschichte zwischen verschiedenen Personen und Handlungssträngen hin und her, wobei die individuellen Hintergründe der Figuren näher und ausführlich beleuchtet werden.
Seine Charaktere sind zumeist junge, charismatische Helden, wobei Follett eine Präferenz für starke Frauenfiguren hat, die gegen die Hemmnisse ihrer jeweiligen Zeit anzukämpfen haben. Kritisiert wird dabei häufig, dass Follett einen starken Fokus auf Sex (z. B. in seinem Buch Eisfieber) und explizite Gewaltdarstellung legt. Zu seinen stilistischen Markenzeichen gehören „kenntnisreiche Solidität und substantielle Sachlichkeit, jeweils in leicht verständlicher Sprache dargeboten, also mit einem Minimum an Fachvokabular“.

## Auszeichnungen

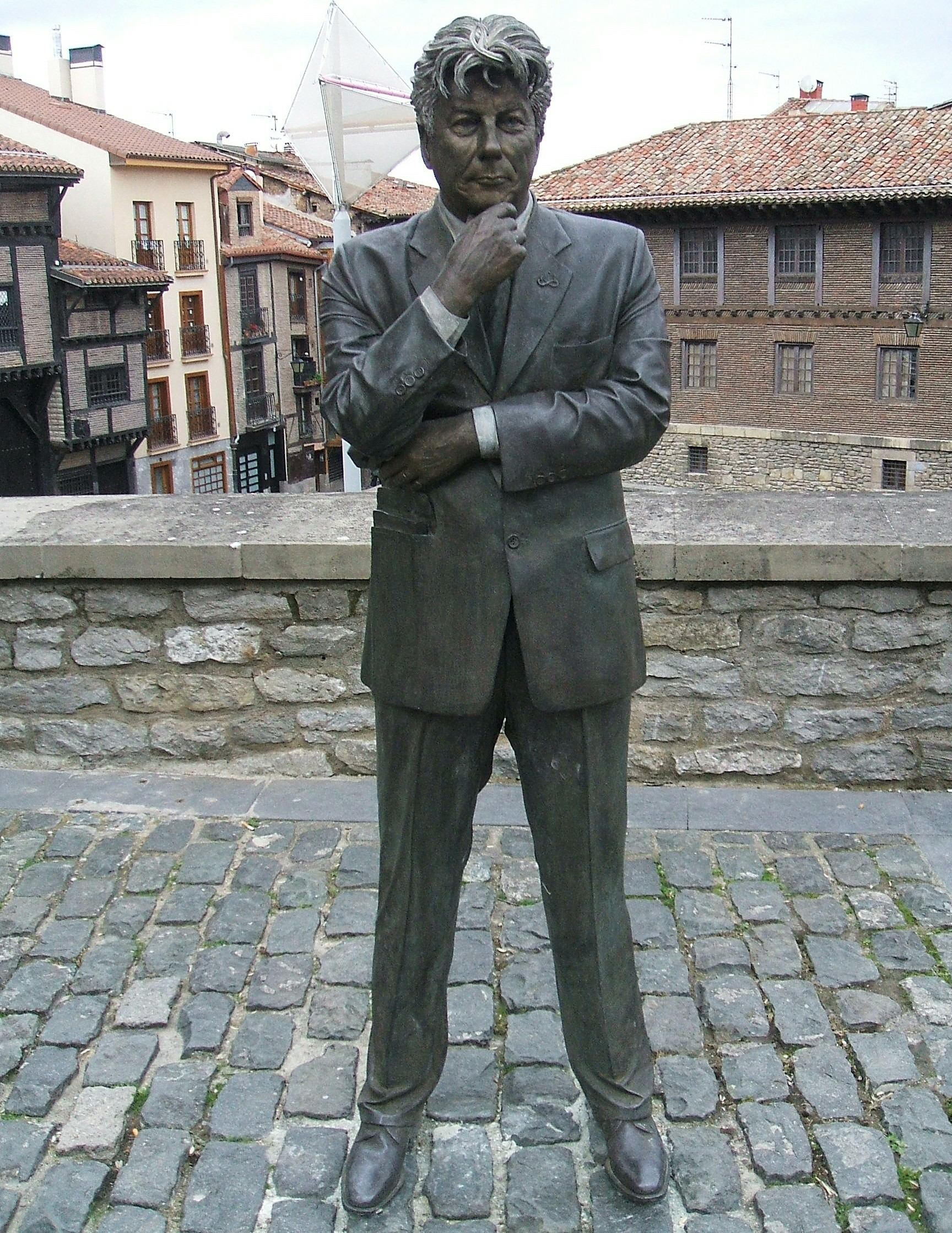
Follett-Statue in Vitoria-Gasteiz, Spanien

### Ernennungen
- 0?0:0 Fellow of the Royal Society of Arts
- 1994: Fellow of University College London
- 1996: Trustee, National Literacy Trust
- 1998: Governor, Roebuck Primary School & Nursery, Stevenage
- 1998–2009: President, Dyslexia Action
- 1998–1999: Chair, National Year of Reading
- 2000: Patron, Stevenage Home-Start
- 2002: Vice-President, Stevenage Community Trust
- 2003: Chair of the Advisory Committee, Reading Is Fundamental RIF UK
- 2003: Board Member, National Academy of Writing
- 2011: Fellow of Yr Academi Gymreig – the Welsh Academy
- 2018: Fellow der Royal Society of Literature und Commander of the Most Excellent Order of the British Empire (CBE) – „For services to Literature and to charity.“ – The Queen’s Birthday Honours[1]
- 2019: Officier im französischen Ordre des Arts et des Lettres (Orden der Künste und Literatur)[9]

### Preise
- 1979: Edgar Award, für Eye of the Needle – Die Nadel (Best Novel)
- 2003: Corine-Award, für Jackdaws – Die Leopardin (Leserpreis)
- 2008: Olaguibel Prize
- 2012: LovelyBooks Leserpreis in der Kategorie Historischer Roman für Winter der Welt
- 2023: LovelyBooks Community Award Silber in der Kategorie Historische Romane für Die Waffen des Lichts.[10]

### Ehrendoktortitel
- 2007: Honorary D. Litt. doctorate from University of Glamorgan, Wales
- 2007: Honorary Degree of Doctor of Letters from Saginaw Valley State University
- 2008: Honorary D. Litt. doctorate from the University of Exeter

## Werke
– geordnet nach den Veröffentlichungsjahren (in Klammern die englischen Originaltitel) –
- 1976: Der Modigliani-Skandal (The Modigliani Scandal)
- 1976: Das Geheimnis des alten Filmstudios/ Die Power-Zwillinge (The Mystery Hideout/ The Power Twins), letzteres auch erschienen als Das Geheimnis der Masken (The Mystery Hide Out, 2009)
- 1976: Die Power-Zwillinge (The Power Twins), auch erschienen als Die Kinder des Universums
- 1977: Die Spur der Füchse (Paper Money)
- 1978: Die Nadel (Storm Island / Eye of the Needle)
- 1978: Die Millionenbeute (The Heist of the Century), auch erschienen als
  - Unter den Straßen von Nizza (Under the Streets of Nice)
  - Cool – Der Bankraub von Nizza
  - Die Ratten von Nizza
- 1980: Dreifach (Triple)
- 1982: Der Schlüssel zu Rebecca (The Key to Rebecca)
- 1982: Der Mann aus Sankt Petersburg (The Man from St. Petersburg)
- 1986: Auf den Schwingen des Adlers (On Wings of Eagles)
- 1986: Die Löwen (Lie down with Lions)
- 1992: Nacht über den Wassern (Night Over Water)
- 1994: Die Pfeiler der Macht (A Dangerous Fortune)
- 1996: Die Brücken der Freiheit (A Place Called Freedom)
- 1997: Der dritte Zwilling (The Third Twin)
- 1999: Die Kinder von Eden (The Hammer of Eden)
- 2001: Das zweite Gedächtnis (Code to Zero) (Platz 1 der Spiegel-Bestsellerliste vom 10. bis zum 16. September 2001), die Studios Columbia Pictures haben die Filmrechte erworben[11]
- 2001: Die Leopardin (Jackdaws) (Platz 1 der Spiegel-Bestsellerliste vom 21. Oktober bis zum 3. November 2002)
- 2002: Mitternachtsfalken (Hornet Flight)
- 2005: Eisfieber (Whiteout, DE: Gold (Hörbuch-Award))[12]
- 2010, 2012, 2014: Die Jahrhundertsaga (The Century Trilogy)
  - Band 1: Sturz der Titanen (Fall of Giants) (Platz 1 der Spiegel-Bestsellerliste in den Jahren 2010 und 2011, DE: Platin (Hörbuch-Award))
  - Band 2: Winter der Welt (Winter of the World) (Platz 1 der Spiegel-Bestsellerliste vom 1. bis zum 7. Oktober 2012, DE: Platin (Hörbuch-Award))
  - Band 3: Kinder der Freiheit (Edge of Eternity) (Platz 1 der Spiegel-Bestsellerliste vom 29. September bis zum 5. Oktober und vom 13. bis zum 19. Oktober 2014, DE: Gold (Hörbuch-Award))
- 2021: Never. Die letzte Entscheidung (Never, 2021), Bastei Lübbe Verlag, Köln, ISBN 978-3-7857-2777-5.[13]

- Kingsbridge-Reihe
  - 1990: Band 1: Die Säulen der Erde (The Pillars of the Earth, DE: ×2Doppelplatin (Hörbuch-Award) )
  - 2007: Band 2: Die Tore der Welt (World Without End) (Platz 1 der Spiegel-Bestsellerliste vom 10. bis zum 30. März 2008)
  - 2017: Band 3: Das Fundament der Ewigkeit (A Column of Fire). Bastei-Lübbe, München 2017, ISBN 978-3-7857-2600-6. (Platz 1 der Spiegel-Bestsellerliste vom 23. September bis zum 13. Oktober 2017, DE: Gold (Hörbuch-Award))
  - 2020: Band 4: Kingsbridge – Der Morgen einer neuen Zeit (The Evening and the Morning), Bastei-Lübbe, München 2024, ISBN 978-3-404-18848-2.
  - 2023: Band 5: Die Waffen des Lichts (The Armour of Light), Übersetzer: Dietmar Schmidt und Rainer Schumacher, 1. Auflage, Lübbe, Köln 2023 Link

## Verfilmungen
- 1980: Die Nadel (Eye of the Needle) – Regie: Richard Marquand
- 1985: Auf den Schwingen des Adlers (On Wings of Eagles) – Regie: Andrew V. McLaglen
- 1985: Geheimcode: Rebecca (The Key to Rebecca, Fernsehzweiteiler) – Regie: David Hemmings
- 1993: Ken Folletts Roter Adler (Red Eagle) – nach dem Roman Die Löwen – Regie: Jim Goddard
- 1997: Der dritte Zwilling (The Third Twin) – Regie: Tom McLoughlin
- 2010: Ken Folletts Eisfieber (deutscher Fernsehzweiteiler) – Regie: Peter Keglevic
- 2010: Die Säulen der Erde (The Pillars Of The Earth, Fernsehvierteiler/Mini-Serie) – Regie: Sergio Mimica-Gezzan
- 2012: Die Tore der Welt (World Without End, Fernsehvierteiler/Mini-Serie) – Regie: Michael Caton-Jones
- 2016: Die Pfeiler der Macht – (A Dangerous Fortune, Fernsehzweiteiler) – Regie: Christian Schwochow

## Hörspiele
- 1999: Die Säulen der Erde – Regie: Leonhard Koppelmann (Hörspiel (9 Teile) – WDR), 510 min, Lübbe Audio, 7 CDs, 6. Auflage, 1999, ISBN 978-3-7857-1038-8.
- 2009: Die Tore der Welt. Hörspiel WDR, 540 min. Lübbe Audio, 8 CDs, 7. Auflage, 2009, ISBN 978-3-7857-3785-9.
- 2018: Das Fundament der Ewigkeit. Hörspiel WDR (Download), 450 min. Lübbe Audio, 6 CDs, 2019, ISBN 978-3-7857-5955-4.

## Spiele
- Die Säulen der Erde
- Die Säulen der Erde (Computerspiel)
- Die Tore der Welt
- Das Fundament der Ewigkeit
- Ken Follett – Kingsbridge[14]